# لفظ صدوي
اللفظ الصدوي أو تصدية الألفاظ أو المصاداة ويعرف أيضا بصداء لفظي أو تصدية الألفاظ، هو تكرار ذاتي للكلمات التي أدلى بها شخص أخر (و تسمى الكلمات التي أدلى بها نفس الشخص بتكرار مقاطع الكلام).وهي إحدى ظواهر صدى الصوت التي ترتبط ارتباطا وثيقا بصدى تنسيق الحركات والتكرار الذاتي للحركات التي أدلى بها شخص أخر؛ حيث يعتبر كلاهما (مجموعات فرعية من السلوك التقليدي) التي تحدد الأصوات أو التصرفات «دون وعي صريح».قد يكون للفظ الصدوي ردة فعل فورية لسبب أو تأخير.
كلمة اللفظ الصدوي مشتقة من المعنى الإغريقي «صدى» أو«تكرار»، و (lalia) تعني «الخطاب» أو «الكلام» (من أصل المحاكاة من الفعل (laleo) وتعني «الكلام».)

## العلامات والأعراض
من الممكن تصنيف اللفظ الصدوي فوري (يحدث فوراً بعد السبب) ضد المتأخر (في بعض الأحيان يظهر بعد السبب). عادةً يكون تعرض الطفل للفظ الصدوي كالأتي: يطلب من الطفل «هل تريد العشاء؟» الطفل يردد مرة أخرى «هل تريد العشاء؟» تليها وقفة ثم رد «نعم، ماهو العشاء؟». لاحظ الباحثون تكرار التأخير التوحدي في سن الستة أعوام من أجل بحثالاختلافات بين مسببات التأخير ضد اللفظ الصدوي الفوري وكذلك يتميز اللفظ الصدوي الفوري بالسياق المتسلسل الذي يحدث فيه: بعد التصحيح أو بعد التوجيهات أو في المواقف المتسلسلة المجهولة. يتميز تأخيراللفظ الصدوي بأساس الملكية: الصدى الذاتي والصدى الأخر وصدى الشخصية. فأظهرت النتائج تقريباً أن جميع الصدى الفوري الصادر من طفل ذو الستة أعوام عُثر عليه في سياق متسلسل بينما حدث الصدى المتأخر أيضاَ في أساس الملكية.
على الرغم أنه من الممكن ان يكون اللفظ الصدوي اعتلال، يمكن أن تشمل الأعراض مجموعة واسعة من المعاني الكامنة وعبر سلوكيات وضمن موضوعات.ويشير مخفف اللفظ الصدوي إلى التكرار الذي يغيير المسبب الأصلي إلى حد ما ويشير مخفف اللفظ إلى التكرار (يحدث عادةً للأفراد الذين يعانون من الجنون) للمحفزات البيئية مثل تشغيل برنامج تلفزيوني بعيداَ عن الأنظار. يوصف تقرير ياباني حالة طالب جامعي بالغ من العمر 20 سنة نُقل إلى المشفى بسبب أنه كان يشكو من صداع والتهاب السحايا بالرغم من انه ظهرُت عليه أيضاعلامات اللفظ الصدوي المحيطة به.صرح الباحثون أن تكرار المريض الصغيركان يحدث بنفس سرعة معدل كلامه العادي تقريباَ. لا يكرر المريض الكلمات التي سمعها ببساطة واحدة تلو الأخرى. ذكرالمريض أنه ظهر اللفظ الصدوي المحيط به صدفةً عندما كان غافلاً. وهو أيضاً كان واعيً باللفظ الصدوي ولكن قال لا يمكنه إيقاف التكرارات.

## السبب
يعد اللفظ الصدوي واحد من أكثر الجوانب البارزة لاضطراب الاتصال في التوحد ولكن ليست فريدة ولا مرادفة مع المتلازمة. حُددت خصائص ظواهر صدى الصوت (خاصةَ اللفظ الصدوي وصدى تنسيق الحركات) في الوصف المبكر لمتلازمة توريت (TS). ويحدث اللفظ الصدوي أيضاَ بفقدان القدرة على الكلام وانفصام الشخصية والخرف والجمود العضلي والصرع وبعد إخلال بالدماغ (السكتة الدماغية)و خياطة جرح بالرأس والأطفال المكفوفين والذين يعانون من ضعف اللغة إضافة إلى بعض الأطفال العصبيين في مرحلة النمو.
يعتبر فقدان القدرة على الكلام واللفظ الصدوي بطريقة القشرة الحسية شائع ودمج المريض مع كلمات أو جمل شخص آخر يؤدي إلى استجابتها الخاصة. بينما يفتقر هؤلاء المرضى لفهم اللغة، بالرغم انه لا يزال لديهم القدرة على القراءة.

## التقليد والتعليم
يعتبر التقليد مفيداَ وطبيعياَ ومكون ضرورياَ لتعليم الاجتماعي: يظهر التعليم التقليدي عندما "يكتسب المشاهد سلوكا جديدا من خلال التقليد" ويحدث التقليد أو التقليد التلقائي عندما " يستند السلوك المعاد تشرعه على الأنماط الحركية أو السمعية المكتسبة سابقاَ. عرف جانوز ايت ال
Ganos et al اللفظ الصدوي بأنه " فعل التقليد التلقائي دون وعي صريح.وأنه ليس من الممكن التمييز بين التعليم التقليدي الذي يحدث كجزء من التطور الطبيعي من التقليد التلقائي أو اللفظ الصدوي حتى حوالي سن الثالثة، عند تطُور بعض القدرة على التنظيم الذاتي. قد يكون الاضطراب مشبوه إذا ما استمر التقليد التلقائي إلى ما بعد سن الثالثة.

## الوظيفة
في الماضي كان يعتبر اللفظ الصدوي كسلوك غير وظيفي وسلبي. ومع ذلك قد أكد الباحثون مثل باري بريزانتBarry Prizant والزملاء على الوظيفة التواصلية للفظ الصدوي. ومن بين الوظائف التواصلية الملحوظة فهم تبادل الأدوار والطلب وتنظيم الذات والتمرين للمساعدة على الفهم. من الممكن تصنيف اللفظ الصدوي كتواصل (أثناء السياق ومع «غرض التواصل الظاهري») ضد شبه لتواصل «توصيل معنى مبهم».
استخدام اللفظ الصدوي في مهمة الاستجابة لتيسير التعمييم هو المجال الذي يحمل الكثير من الأمل. هناك حاجة بالتأكيد للبحث في هذا المجال. أدى مارجوري ه كارلوب Marjori H. charlopسلسلة منالتجارب المهمة مع أطفال التوحد. تشير النتائجإلى انه ربما في مهمات معينة مثل (وسم تقبلي)، لاينبغي القضاء على اللفظ الصدوي، ولكن يستغل لأنه من الممكنأن يسهل عملية الاكتساب والتعميم لأطفال التوحد.

## متلازمة توريست
يعتبر اللفظ الصدوي وصدى تنسيق الحركات التشنجات اللاإرادية المميزة لمتلازمة توريست. تكرارات اللفظ الصدوي للأفراد المصابين بمتلازمة توريست هي أساساَ أصداء من ضمن «مجموعة التشنج» الخاص بهم. وتشير الأدلة إلى نظام مرآة الخلايا العصبية الصحية (MNS) لكن آلية السيطرة على التقليد غير ملائمة التي تجعلهم عرضة لتدخلات.

## التوحد
أظهرت الدراسات في عام 1980 انه قد يكون هناك قصد لتواصل مع تأخر اللفظ الصدوي «يعتمد على السياق الذي يحدث فيه، هذا البحث على أطفال التوحد» الأسئلة المطروحة ذات صلة لتعديل برامج السلوك التي دافعت عن إلغاء أو تبديل اللفظ الصدوي الفوري.
تنص نتائج اللفظ الصدوي الفوري على الاسترجاع السريع للمعلومات من الذاكرة على المدى القصير و «معالجة اللغة الظاهرية». في تأخير اللفظ الصدوي تكرر العبارة بعد التأخير مثل الشخص المصاب بالتوحد الذي يعيد إعلانات التلفاز أو نص فلمه المفضل أو توبيخ الوالدين.من الممكن أن ينسب هذا التأخير في الكلام لمستوى أعمق من المعالجة الغوية، التي تحتوي على المعالجة اللفظية والمعلومات السياقية. إن المعلومات أثناء تأخر اللفظ الصدوي تُسترجع من الذاكرة على المدى الطويل في المقابل على المدى القصير.
وقد فسر اوتا فرثUtaFrith و بريزانتPrizantوآخرون الفظ الصدوي كدليل على «الجيشتالت» المعالجة عندالأطفال المصابين بالتوحد بما في ذلك اكتساب اللغة. ومع ذلك وجدت دراسة عام 1990 حول اكتساب القواعد بواسطة تاقير-فلوسبرق Tager-Flusberg وكالكينز Calkins أن اللفظ الصدوي لم يسهل التطوير النحوي لدى الأطفال المصابين بالتوحد.